# Bellini (banda)
Bellini é um girl group alemão de eurodance com elementos do samba formado em 1997. O grupo já teve diversas formações, e atualmente é composto por Dandara Santos-Silva, Lisa Frieg e Megan Sierz.
O nome da banda vem do ex-capitão da seleção brasileira de futebol Bellini. Em 1997 lançaram o seu primeiro single intitulado "Samba de Janeiro". A música foi um grande sucesso, alcançando o segundo lugar nas paradas da Alemanha.

## Discografia
- 1997: Samba de Janeiro
- 2014: Festival[2]

## Singles
- 1997 - Samba de Janeiro
- 1997 - Carnaval
- 1998 - Me gusta la vida
- 1999 - Saturday Night
- 2000 - Samba de amigo
- 2000 - Arriba allez
- 2001 - Brazil (en fiesta)
- 2004 - Tutti Frutti
- 2007 - Let's Go to Rio
- 2014 - Samba do Brasil